# Hakan Ceylan
Hakan Ceylan (* 7. März 1979 in Izmir) ist ein türkischer Fußballschiedsrichter.

## Fußball
Ceylan legte im Jahr 1996 seine Schiedsrichterprüfung in Izmir ab. Sein erstes Spiel hatte er als Schiedsrichter-Assistent am 22. September 1996 in der PAF Lig.
Sein Debüt in der höchsten türkischen Fußballliga, der Süper Lig, gab er am 7. Mai 2011. Ceylan leitete die Begegnung Istanbul BB – Antalyaspor.